# Adolphe Adam
Adolphe-Charles Adam (24. července 1803 Paříž – 3. května 1856 Paříž) byl francouzský hudební skladatel a kritik. Jeho oborem byla hlavně opéra comique (francouzská komická opera) a balet. Nejznámějšími díly jsou balety Giselle a Korzár a opery Postilion z Lonjumeau a Kdybych byl králem. Působil též jako hudební pedagog, mezi jeho žáky patřil Léo Delibes.

## Život

### Mládí

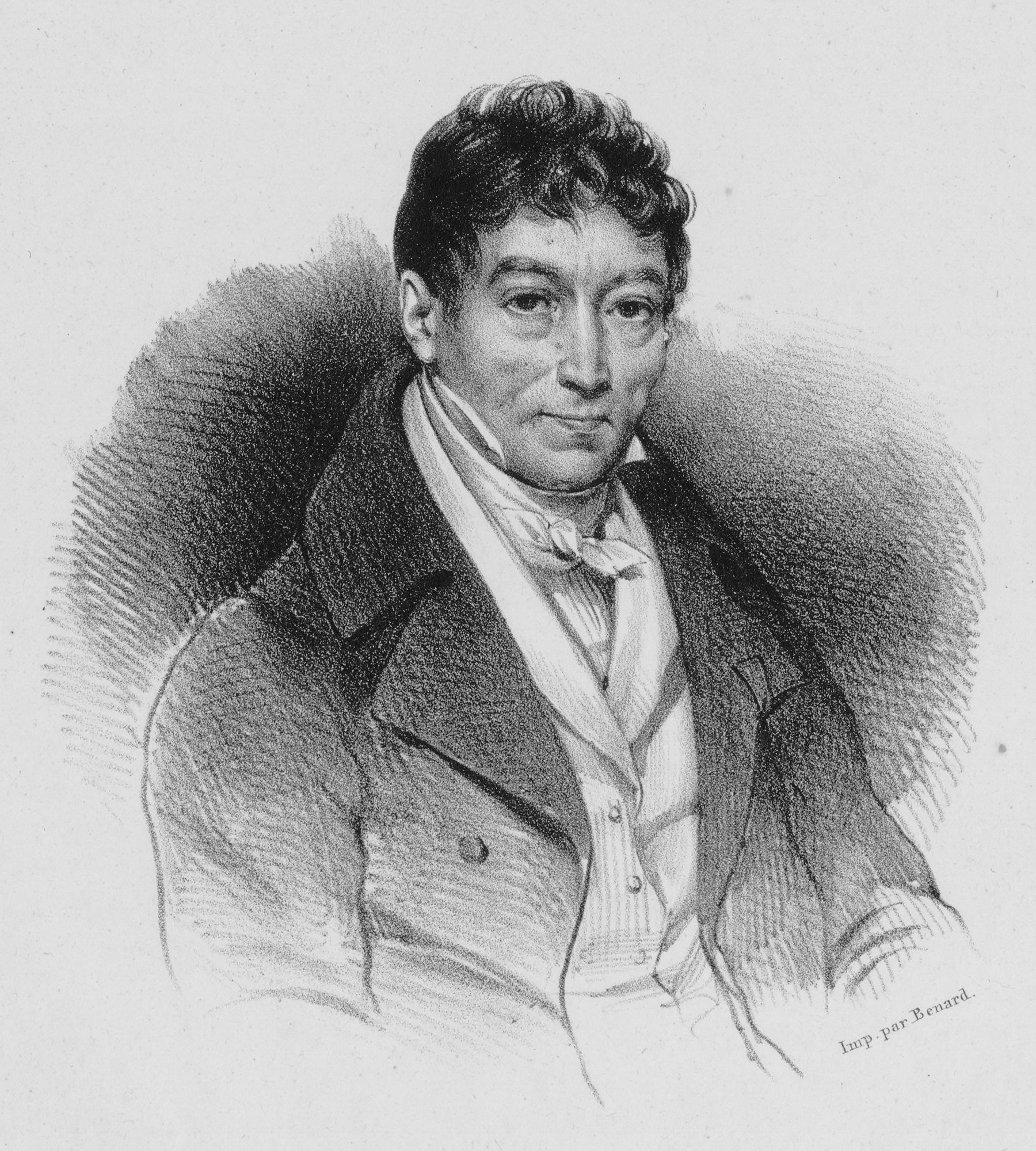
Louis Adam, otec Adolpha Adama (kolem 1810)

Otcem Adolpha Adama byl (Jean-)Louis (neboli Johann Ludwig) Adam (1758-1848), který pocházel z Muttersholtzu v Alsasku a za prvního Francouzského císařství se stal poměrně slavným skladatelem a zejména klavírním virtuosem. Byl po 45 let profesorem klavírního oddělení pařížské konzervatoře a je mu připisováno založení francouzské klavírní školy. Napsal učebnice Méthode, ou Principe général du doigté pour le forté-piano a Méthode du piano du Conservatoire. Mezi jeho žáky patřili mimo jiné Friedrich Kalkbrenner a Ferdinand Hérold. Matka Adolpha Adama byla dcerou lékaře.
Mladý Adolphe Adam byl od mládí v kontaktu s hudbou, ale vzdělávání započal v Bonapartově (později Bourbonském) lyceu (nyní Condorcetovo lyceum –Lycée Condorcet). Studium však zanedbával a se spolužákem Eugènem Suem soupeřil spíše ve vynalézavosti při útěcích z budovy lycea. Mezitím získával neformální a přetržité vzdělání v hudbě mimo jiné od Ferdinanda Hérolda a Henriho Lemoina (ze známého hudebního vydavatelství).

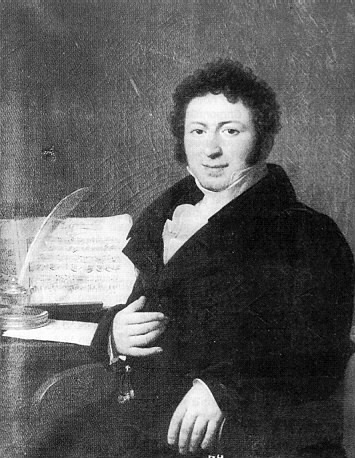
François-Adrien Boïeldieu, Adamův mentor

Nakonec roku 1817 nastoupil jako žák na pařížskou konzervatoř a jeho učiteli byli François Benoist pro hru na varhany a Antonín Rejcha pro kontrapunkt, zásadní vliv však na Adama měl jeho učitel kompozice François-Adrien Boieldieu, v té době nejznámější francouzský skladatel v oboru komické opery (opéra comique). S Boieldieuem Adam sdílel spíše instinktivní než analytický přístup k hudbě, melodickou invenci a smysl pro dramatický účinek. Adam se zprvu věnoval jak kompozičně, tak jako interpret především církevní hudbě, působil jako výpomocný varhaník v několika kostelech včetně St-Sulpice a St-Louis-des-Invalides a mezi jeho prvními skladbami převažují církevní kantáty a mše. Pod Boieldieuovým vlivem se však od církevní hudby odklonil (ačkoli se k ní příležitostně v průběhu kariéry vracel) a soustředil se na hudební divadlo. Pomáhal Boieldieuovi s čistopisem jeho nejslavnější opery Bílá paní a vyhotovil i její klavírní výtah.
Adam tehdy komponoval a prodával písně a jiné drobné hudební kusy a zaskakoval za různé hudebníky. Postupně se usídlil v Théâtre du Gymnase dramatique, kde začínal jako hráč na triangl a roku 1822 se stal tympánistou a sbormistrem. Současně dodával hudební čísla do představení – divadlo se věnovalo zejména vaudevillu – a později sestavoval celé vaudevilly sám, a to rovněž pro Théâtre du Vaudeville a Théâtre des Nouveautés. Adamovy melodie si začaly získávat popularitu.
Adam se v té době dvakrát ucházel o Římskou cenu (Prix de Rome): roku 1824 s kantátou Agnès Sorel a opět roku 1825 s kantátou Arianne à Naxos. Napodruhé získal tzv. Druhou cenu, pobyt v Itálii, který s ní byl spojen, však nakonec nevyužil. Místo toho cestoval po Belgii, Nizozemsku, Německu a Švýcarsku. V Ženevě se poprvé setkal s dramatikem a nejvýznamnějším libretistou první poloviny 19. století Eugènem Scribem. Ten zadal Adamovi libreto pro úspěšný vaudeville Převoznice z Brientzu a byl u řady pozdějších Adamových úspěchů.

### Kariéra za červencové monarchie
Skutečnou kariéru operního skladatele Adamovi otevřela až premiéra jednoaktovky Petr a Kateřina v Théâtre de l'Opéra-Comique dne 9. února 1829. Dílo bylo hráno společně s La Fiancée od zkušenějšího Aubera a mělo velký úspěch – přes 80 repríz. Slibný začátek byl potvrzen úspěchem tříaktové Paní Danilovové (jaro 1830), červencová revoluce a obavy z epidemie cholery však pařížský divadelní život utlumila, a ačkoli Adam vyprodukoval a uvedl rychle za sebou několik dalších děl, neměl už takové štěstí.
Odešel tedy na kratší dobu do Londýna, kde byl v té době jeho švagr Pierre-François Laporte hudebním ředitelem Královské opery v Covent Garden. Přepracováním svých dřívějších melodií vytvořil pro toto divadlo dvě díla (První operace a Temný démant) a pro King's Theatre také svůj první balet Faust (1832).

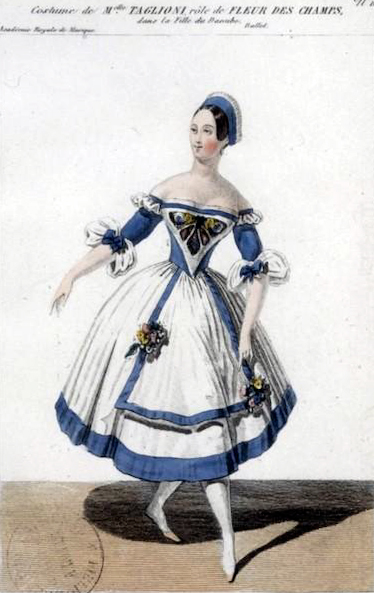
Marie Taglioni v kostýmu z "Dunajské žínky"

Po návratu do Paříže začal znovu zásobovat Opéru-Comique dalšími díly a 25. září 1834 mělo premiéru jeho nejpopulárnější hudebně dramatické dílo na francouzské půdě, aktovka Chata v Alpách na Scribovo libreto. Fenomenální úspěch této textově i hudebně prosté opery (na scéně Opéra-Comique se objevila přes 1400krát) byl následován obdobným triumfem Postiliona z Lonjumeau (premiéra 13. října 1836). Touto operou Adam definitivně pronikl na jeviště celé Evropy a i jeho následující úspěchy (U věrného pastýře, Sládek prestonský, Regina aneb Dvě noci, Jeden den královnou) byly brzy po premiéře dávány i v zahraničí. 21. září 1836 poprvé jeho dílo proniklo na scénu pařížské Opery: byl to balet Dunajská žínka. Hvězdou představení byl choreograf a tanečník Filippo Taglioni a úspěch byl dostatečný k tomu, aby se Adam tomuto žánru nadále intenzivně věnoval. Téhož roku 1836 byl jmenován rytířem (a roku 1847 i důstojníkem) Čestné legie.
V září roku 1839 se Adam vydal na pozvání do Petrohradu, kde se dávala jeho Dunajská žínka s Filippem Taglionim a jeho dcerou Marií. Adam měl velký úspěch. Pro Taglionovy složil nový balet Pirát, který měl premiéru před carským dvorem, a úspěch měl i Sládek prestonský dávaný v německém překladu a v úpravě věnované caru Mikuláši I. Carovu nabídku stát se petrohradským kapelníkem (jako kdysi jeho učitel Boieldieu) Adam odmítl, neboť petrohradské podnebí nesvědčilo jeho zdraví, a odejel zpět do Francie, avšak skrze Německo, kde v Berlíně inscenoval nový balet Hamadryády, opět s Marií Taglioniovou, věnovaný pruskému králi Fridrichu Vilémovi IV.
28. června 1841 měl v pařížské Opeře premiéru fantastický balet Giselle aneb Víly, na jehož libretu založenm na básni Heinricha Heina spolupracoval významný romantický spisovatel Théophile Gautier, tance primabaleríny vytvořil významný choreograf Jules Perrot a v hlavní roli zazářila Carlotta Grisi.
Na začátku čtyřicátých let byl Adam uznávaným skladatelem. Roku 1844 byl zvolen do Akademie krásných umění (křeslo č. 4, jeho předchůdcem byl Henri-Montan Berton a jeho nástupcem byl Hector Berlioz). Po neúspěchu Růže peronské, kde byla primadona Laure Cinti-Damoreau – tehdy již na konci své kariéry – vypískána, měl další skromnější operní úspěchy se Železnou pěstí, Králem z Yvetotu a Cagliostrem.

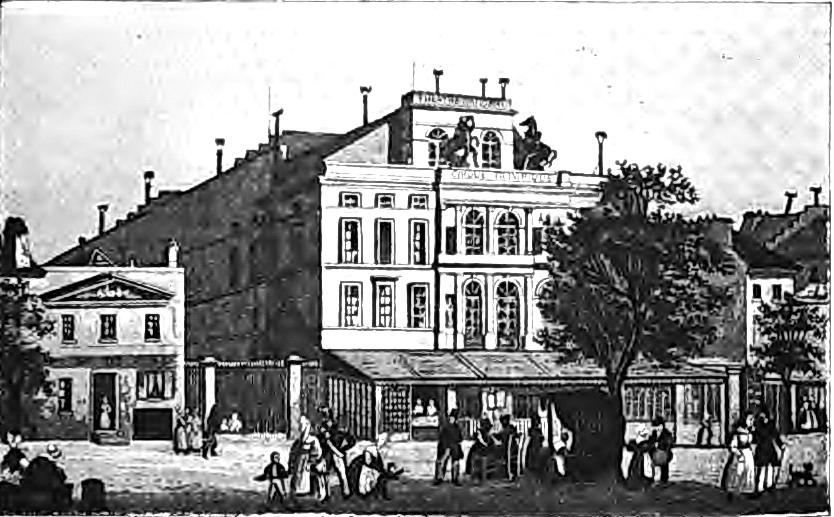
Budova Adamovy Národní opery (Cirque-Olympique)

Když však z Adamovy domovské Opéra-Comique roku 1844 odešel jeho příznivce François-Louis Crosnier, nepohodl se skladatel s jeho nástupcem André-Alexandrem Bassetem a nemohl další díla na této scéně uvádět. Otevřena mu zůstala Opera, kterou Adam nadále zásoboval balety (Mramorová dívka 1845, Griseldis 1848), ale tamější operní styl mu nesvědčil. Pokus o velkou operu Král Richard v Palestině (1844) se neosvědčil a na scéně Opery se ocitla jen nenáročná aktovka Květinářka (1847).
Adam proto využil svých peněz k zakoupení malého divadla (sál Cirque-Olympique), pro které získal licenci pod názvem „Opéra-National“. Divadlo se mělo zaměřovat na inscenování oper mladých talentovaných autorů, který neměli příležitost se uplatnit jinde. Přestože založení bylo provázeno řadou finančních nesnází a Adam se musel značně zadlužit, podařilo se mu záměr uskutečnit. První inscenací Národní opery byla komická opera Gastibelza aneb Šílenec z Toleda Louise-Aimé Maillarta (1817-1871), který roku 1841 získal Římskou cenu. Premiéra se konala 15. listopadu 1847 a byla doprovázena drobným rozverným jednoaktovým dílkem s názvem Les premiers pas ou Les deux génies ou Les mémoires de la blanchisseuse, do kterého hudbou přispěli vedle Adama též další veličiny opéry comique Daniel-François-Esprit Auber, Michele Carafa a Jacques Fromental Halévy. Přestože první měsíce divadlo prosperovalo, vypuknutí revoluce v únoru 1848 divadelní provoz zastavilo a Adam byl nucen vyhlásit bankrot.
Mezitím několik týdnů před Vánoci roku 1847 Adam zkomponoval svou nejpopulárnější melodii. Na prosbu zpěvačky Emily Laureyové, která zpívala v některých Adamových operách, napsal hudbu k vánočnímu zpěvu (Cantique de Noël, známější podle počátečních slov jako Minuit, chrétiens) na slova obchodníka s vínem v městečku Roquemaure (v departementu Gard). Tam také při půlnoční mši 1847 Emily Laureyová píseň poprvé zpívala.

### Poslední roky života

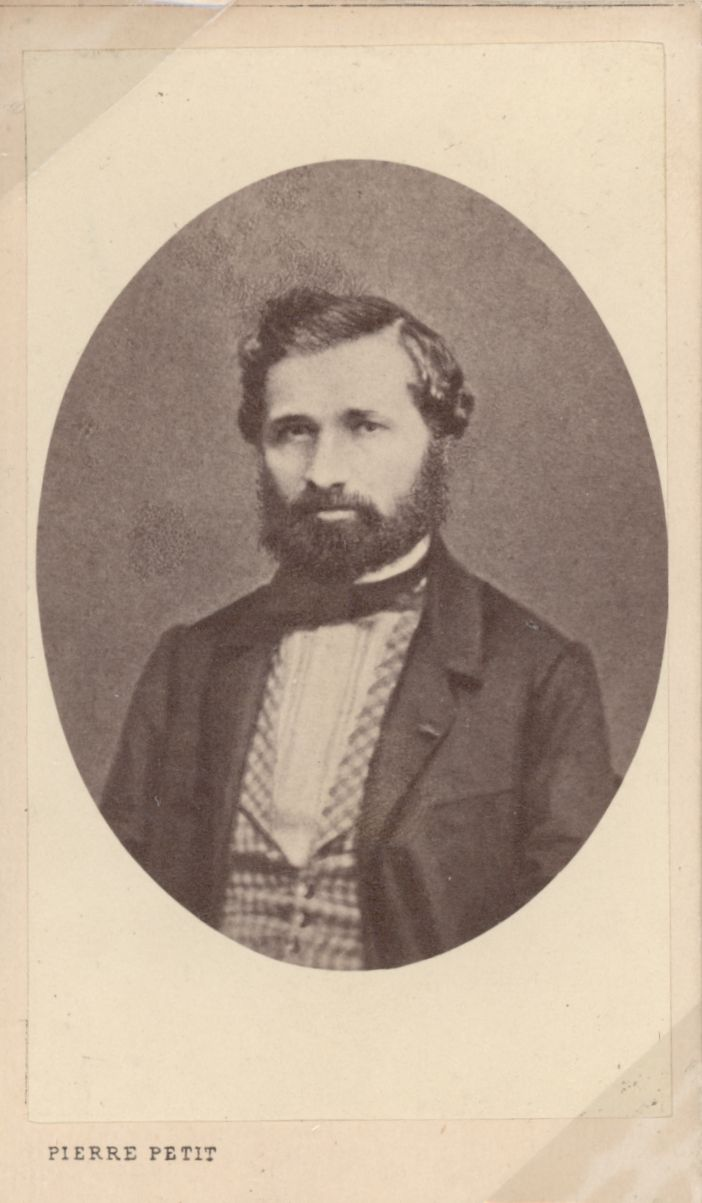
Adolphe Adam přibližně rok před smrtí

Po úpadku roku 1848 se musel Adam rozloučit s dosavadním bohatým společenským životem a byl nucen splácet dluhy. Jedním ze zdrojů příjmu byla publicistická činnost. Adam začal psát vlivné hudební zpravodajství pro listy Le Constitutionnel a L'Assemblée Nationale. Kromě toho pro něj bylo díky intervenci generála Cavaignaca založeno čtvrté místo profesora na pařížské konzervatoři (kde do roku 1848 učil jeho otec). Hlavním zdrojem příjmů však byla horečná skladatelská aktivita, která nepolevila ani tehdy, když roku 1853 pohledávky splatil. Mezi hlavní díla z tohoto období patří opery Toreador, Giralda, Norimberská loutka, Rarach a Kdybych byl králem, balety Víla kmotřenka, Orfa a Korzár nebo též mše svaté Cecílie. Byly uváděny jak v Opéře-Comique (ředitel Basset mezitím odešel), tak v nově otevřeném Théâtre-Lyrique, nástupci Adamovy zkrachovalé Národní opery.
Své poslední dílo, jednoaktovou operetu Violettini panáci (v Praze uváděnou pod názvem Pierrot a Violetta aneb Tatrmánek), uvedl Adam v Offenbachově divadle Théâtre des Bouffes-Parisiens dne 26. dubna 1856; dělila se o výplň večera s Poiseovou operetou Le Thé de Polichinelle. O čtyři dny později po návratu z představení v Opeře bez jakékoli nevolnosti ulehl; ráno jej manželka nalezla mrtvého. Byl pohřben na Montmartreském hřbitově.
Adolphe Adam zanechal dva svazky živě a zajímavě napsaných vzpomínek, které byly vydány po jeho smrti ve dvou svazcích jako Souvenirs d'un musicien (Vzpomínky hudebníka,1857) a Derniers souvenirs d'un musicien (Poslední vzpomínky hudebníka, 1859). Spolu s několika drobnými spisy z doby Adamovy žurnalistické kariéry byly znovu vydány roku 1871.

## Dílo
Prvních skutečných úspěchů dosáhl Adam v oboru komické opery: hned první uvedená v Opéře-Comique, Petr a Kateřina, dosáhla úspěchu, fenomenální popularitu ve Francii zajistila Chata v Alpách a v Evropě pak Postilion z Lonjumeau. Jeho nenáročný, lehký a svěží styl však vyšel brzy po jeho smrti z módy - v samotné Francii dříve než ve střední Evropě - a na repertoáru, a i to spíše na jeho okraji, se ve 20. století udržel jen Postilion.
Nejtrvalejší slávu zajistily Adamovi balety, a to zejména Giselle, která dodnes platí za prototyp francouzské baletní tradice. Skutečně legendárního postavení dosáhla až po Adamově smrti v adaptaci a choreografii Maria Petipa (Petrohrad 1884). Pravidelněji se uvádí též Korzár.
Adam dále zůstává připomínán jako autor jedné z nejoblíbenějších vánočních melodií Minuit, chrétiens (angl. O Holy Night).

### Opery

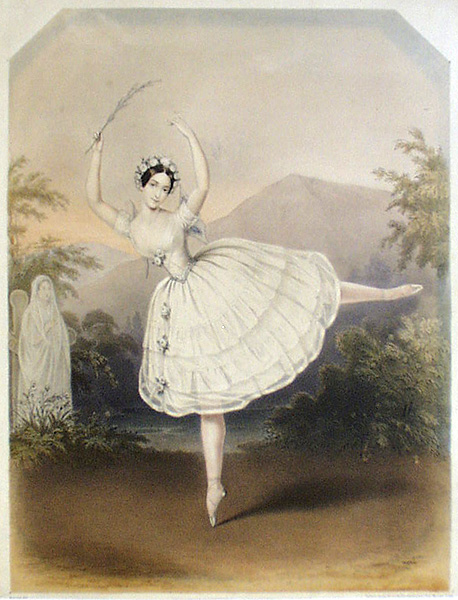
Adèle Dumilâtre jako Myrta v "Giselle"

### Jiná díla
- La muette (sbor)
- Agnès Sorel, kantáta na libreto Viellarda, 1824
- Ariadna na Naxu (Ariane à Naxos) kantáta na libreto J. A. Vinatyho, 1825
- Slavnostní mše (Messe solennelle), 1837 (věnovaná papeži Řehoři XVI.)
- Vánoční zpěv (Cantique de Noël ("Minuit, chrétiens"), slova Placide Cappeau), 1847
- Pohyblivá garda (La garde mobile), sbor, 1848
- Republikánský pochod (La marche républicaine), sbor, 1848
- Řemesla (Les métiers), sbor, 1848
- Děti Paříže (Les enfants de Paris), sbor, 1848
- Mše sv. Cecílie (Messe de Ste Cécile), 1850
- Národy (Les nations), kantáta, 1851
- Orfeonská mše (Messe de l’Orphéon), 1851
- Svátek umění (La fête des arts), kantáta na libreto Méryho, Théâtre de l’Opéra-Comique, 6. listopadu 1852
- Vítězství (Victoire), kantáta na libreto M. Carrého, Théâtre de l’Opéra-Comique, 13. září 1855
- Měsíc Marie od sv. Filipa (Mois de Marie de St Philippe), osm motetů, 1855
- Kantáta (Cantata), kantáta na libreto F. Paciniho, Théâtre de l’Opéra de Paris, 17. března 1856
- řada dalších menších děl (písně, náboženské skladby, transkripce apod.)
- aranžmá a orchestrace:
  - André-Ernest-Modeste Grétry - Richard Lví srdce (Richard Coeur-de-Lion)
  - André-Ernest-Modeste Grétry - Zemira a Azor (Zémire et Azor)
  - Pierre-Alexandre Monsigny - Felix (Félix)
  - Pierre-Alexandre Monsigny - Alina (Aline)
  - Pierre-Alexandre Monsigny - Zběh (Le Déserteur)
  - Nicolas Dalayrac - Gulistan
  - Jean-Pierre Solié - U všech čertů (Le Diable à quatre)
  - Nicolas Isouard - Popelka (Cendrillon)
  - Gaetano Donizetti - Betly (na stejné libreto jako Adamova Chata v Alpách)

### Hodnocení díla
Adamovo dílo bylo již ve své době oblíbeno především pro svou živost a bezprostřední účinek spíše než myšlenkovou hloubku. Je typickým představitelem pozdní opéry comique ovlivněné rossiniovsko-donizettiovskou italskou buffou. Oproti dřívějším autorům, jako jsou Boieldieu nebo Auber, Adam prohlubuje psychologické rysy postav a zejména v lyrických pasážích předčí své předchůdce, jinak se od nich však stylově jen málo odlišuje. Lyrické těžiště jeho talentu je také důvodem, proč se jako nejživotnější ukázala právě Adamova baletní hudba. Tvořil lehce a rychle (Chatu v Alpách napsal za patnáct dní, Giselle za tři týdny), jeho melodie však skrývají málo překvapení. Již za svého života byl napadán zastánci seriózního přístupu k hudbě a jeho styl tvorby byl považován za zastaralý. Sám se střízlivě hodnotí ve svém článku v Le Constitutionnel z 4. ledna 1855: Ve své hudbě pro divadlo nemám jinou ctižádost než být jasný, snadno pochopitelný a zábavný pro obecenstvo. Umím prostě dělat jen „malou hudbu“, taková je skutečnost. A proto se spokojím s tím, že tvořím tak, jak jsem schopen, jak umím, a jen čekám, až se mnou publikum unaví, a pak přestanu psát.
Rezervovaný postoj k Adamovi nedlouho pro jeho smrti, když ještě jeho díla byla živou součástí i českého repertoáru, zachycuje první díl Ottova slovníku naučného takto: Operní hudba Adamova, (balety heslo jen stěží zmiňuje) jež lne ku prostonárodnímu typu písňovému, vyniká živostí rhythmů, bohatostí a svěžestí melodií, a vábí i baví svou lehkou gracií a zdravým humorem, což částečně jest náhradou za hloubku citu i propracování, kterých u něho pohřešujeme.
Toto hodnocení se v zásadě dlouho nezměnilo; Jules Combarieau ve svých Dějinách hudby roku 1939 míní, že Adam byl oblíbený v Německu stejně jako ve Francii. Je to skladatel milý a přístupný, nevyrovnaný, uspěchaný, někdy okouzlující. Celé jeho dílo, jak libreta tak hudba, je přizpůsobeno onomu pokleslému duchu, který nebyl vlastní jen buržoazii za Ludvíka Filipa, ale který je v každé době každé zemi duchem většiny.
Dobově podmíněný pohled Anny Hostomské z roku 1965 zdůrazňuje jako pozitivní rys Adamovu návaznost na francouzskou lidovou píseň a popěvky francouzské revoluce. Tvrdí, že většinou svého díla představuje typ skladatele vyrůstajícího souběžně s mladou buržoazií a tlumočícího její city a dojmy, všímá si, že námět oper je většinou vzat z prostého života a předvádí člověka, který, ač měšťanského původu, stává se rovným šlechticům a bohatému panstvu, a cení si především opery Kdybych byl králem. Jan Trojan Adamovo dílo shrnuje takto: Osobností čtvrtého mistra komické opery 19. století (tj. Adolpha Adama) se tento útvar přiblížil operetě... Opéra comique se u Adama pohybuje v rozmezí od jeho učitele Boieldieua k Offenbachovi, přibírá prvky italské buffy a využívá kupletových útvarů, v nichž hraje hlavní roli přístupná melodika a svěží rytmika. Operní kompozice se stává pro skladatele záležitostí populární hudby, náměty jeho zpěvoher jsou nenáročně humorné.